# Świadkowie Jehowy w Gujanie Francuskiej
Świadkowie Jehowy w Gujanie Francuskiej – społeczność wyznaniowa w Gujanie Francuskiej, należąca do ogólnoświatowej wspólnoty Świadków Jehowy, licząca w 2023 roku 2937 głosicieli, należących do 46 zborów. W 2023 roku na dorocznej uroczystości Wieczerzy Pańskiej zgromadziło się 10 469 osób. Działalność miejscowych głosicieli koordynuje francuskie Biuro Oddziału.

## Historia
W grudniu 1945 roku Olga Laaland, Świadek Jehowy z Gwadelupy, rozpoczął działalność kaznodziejską w Gujanie Francuskiej. We wsi Mana przez pół roku organizował zebrania religijne dla dziesięciu zainteresowanych osób.
W roku 1956 Wim van Seijl z Biura Oddziału w Surinamie przybył krzewić religię w stolicy, gdzie rozpoczęto publiczne wyświetlanie filmu Społeczeństwo Nowego Świata w działaniu. Dwa lata później w stolicy powstała grupa wyznawców, przybyli również zagraniczni pionierzy i misjonarze.
W 1960 roku zorganizowano pierwszy kongres, pod hasłem „Lud zabiegający o pokój”. W roku 1969 zanotowano liczbę 100 głosicieli. W roku 1970 zbór w Kajennie liczył 129 głosicieli, a w Saint-Laurent i Kourou działały grupy. Sześć lat później liczba głosicieli przekroczyła 200 osób. W 1977 roku do kraju przybyli pionierzy z Francji. W roku 1987 w kraju działało ponad 500 głosicieli. W 1990 roku otwarto Biuro Oddziału w Montjoly. W 1992 roku biuro przeniesiono do Matoury koło Kajenny. W latach 90. XX w. lokalne stacje telewizyjne emitowały filmy tego wyznania.
W 1993 roku w kraju działało 1000 głosicieli. W tym samym roku powstała Sala Zgromadzeń w Matoury i kilka Sal Królestwa w różnych miejscowościach. W 1997 roku zakończono rozbudowę Biura Oddziału. W 1999 roku przekroczono liczbę półtora tysiąca głosicieli, a w 2010 roku dwóch tysięcy. W 2012 roku nadzór nad miejscowymi wyznawcami przejęło francuskie Biuro Oddziału.
W lipcu 2017 roku w kilku językach zorganizowano specjalną działalność kaznodziejską wśród Indian zamieszkujących dorzecze Maroni. W 2021 roku osiągnięto liczbę 3015 głosicieli. W 2024 roku delegacja z Gujany Francuskiej brała udział w kongresie specjalnym pod hasłem „Głośmy dobrą nowinę!” na Gwadelupie.
13 sierpnia 2023 roku ogłoszono wydanie czterech Ewangelii w języku aukan. W Sali Królestwa w Kajennie 691 osób oglądało transmisję specjalnego programu z Sali Zgromadzeń w Paramaribo w Surinamu. W Gujanie Francuskiej działa 8 zborów tego języka.